# Rocas
Rocas é um bairro localizado na Zona Leste do município de Natal, no estado brasileiro do Rio Grande do Norte.
É um dos mais antigos da cidade e está situado próximo ao cais do porto e do mar. Formado inicialmente por pescadores que realizavam suas atividades no Atol das Rocas, daí o suposto nome do bairro.
O livro Cabra das Rocas, do escritor potiguar Homero Homem, trata da origem simples do bairro e seus conflitos nas primeiras décadas do século XX.